# Diviziunea de recensământ 4, Alberta
Diviziunea de recensământ din provincia canadiană Alberta cuprinde:
- Cities (Orașe)

- Towns (Localități urbane)
  - Hanna
  - Oyen

- Villages (Sate)
  - Cereal
  - Consort
  - Empress
  - Veteran
  - Youngstown

- Municipal districts (Districte municipale)
  - Acadia No. 34, M.D. of
- Improvement districts (Teritorii neîncorporate)

- Special areas (Teritorii speciale)
  - Special Area No. 2
  - Special Area No. 3
  - Special Area No. 4